# Violet Evergarden: Eternity and the Auto Memory Doll
Violet Evergarden: Eternity and the Auto Memory Doll (ヴァイオレット・エヴァーガーデン 外伝 永遠と自動手記人形?, Vaioretto Evāgāden gaiden: Eien to jidō shuki ningyō) è un film d'animazione giapponese del 2019 basato sulla serie di light novel Violet Evergarden di Kana Akatsuki. Prodotto da Kyoto Animation e distribuito da Shochiku, il film è diretto da Haruka Fujita da una sceneggiatura scritta da Takaaki Suzuki e Tatsuhiko Urahata, ed è doppiato da Yui Ishikawa, Minako Kotobuki, Aoi Yūki, Takehito Koyasu, Kouki Uchiyama e Aya Endō. Nel film, Violet Evergarden arriva in un'accademia privata femminile per fare da tutor alla figlia della nobile famiglia York di nome Isabella.
Kyoto Animation ha rivelato nell'aprile 2019 un film secondario, con Fujita annunciato come regista. Il film è stato completato un giorno prima che uno dei loro edifici venisse incendiato nel luglio 2019. Kotobuki e Yūki sono stati rivelati come parte del cast di ritorno della serie televisiva anime Violet Evergarden nell'agosto 2019 per doppiare i nuovi personaggi.
Violet Evergarden: Eternity and the Auto Memory Doll è stato presentato in anteprima in Germania il 3 agosto 2019 ed è stato pubblicato in Giappone il 6 settembre. Il film ha incassato oltre 14 milioni di dollari in tutto il mondo.

## Trama
Violet Evergarden viene mandata in un prestigioso collegio femminile su richiesta della famiglia reale Drossel per assistere una delle studentesse, Isabella York, nella sua formazione come debuttante. Mentre Violet accompagna Isabella, diventa chiaro che non le piace frequentare la scuola poiché ha difficoltà a inserirsi e non ha alcun interesse ad apprendere nessuna delle abilità richieste per una debuttante. Inoltre non è in buona salute, poiché soffre di periodici attacchi di tosse. Isabella è inizialmente diffidente nei confronti di Violet, ma diventa più tollerante nei suoi confronti quando si rende conto che Violet non è interessata al suo status aristocratico. Isabella in seguito rivela a Violet di essere Amy Bartlett, una figlia illegittima della famiglia York. Viveva in povertà e adottò un'orfana, Taylor, come sorella minore. Tuttavia, la famiglia York in seguito l'ha rintracciata e le ha chiesto di unirsi alla famiglia, promettendo in cambio una vita migliore per Taylor. Rendendosi conto di non potersi prendere cura di Taylor, Isabella accettò con riluttanza. Isabella chiede quindi a Violet di scrivere una lettera per Taylor. Terminato il suo lavoro, Violet torna a Leida. Benedict Blue consegna la lettera a Taylor, che ora vive in un orfanotrofio.
Tre anni dopo, Taylor si reca a Leida per trovare la CH Postal Company, dove finalmente incontra Violet e le chiede di lavorare come postino. Mentre è riluttante ad assumere un bambino, Claudia Hodgins accetta la richiesta di Violet di lasciare che Taylor lavori in azienda fino a quando non sarà in grado di organizzare il suo ritorno al suo orfanotrofio, e assegna a Benedict il compito di addestrarla. Dopo aver portato Taylor lungo il suo percorso, Benedict si rende conto che Taylor non sa leggere, il che significa che non sarebbe in grado di leggere gli indirizzi sulle lettere. Violet decide quindi di insegnare a Taylor. Il giorno dopo, Violet porta Taylor su un nuovo percorso di consegna. Taylor dice a Violet che vuole fare il postino in modo da poter "portare la felicità", proprio come ha fatto Benedict quando le ha consegnato la lettera di Isabella. Violet poi aiuta Taylor a scrivere una lettera a Isabella, e Benedict accetta di rintracciarla per consegnarla. Benedict ottiene una nuova motocicletta da Hodgins e porta Taylor con sé per trovare Isabella. Benedict consegna la lettera, ma Taylor decide di non incontrarla ancora fino a quando non diventerà un vero postino in modo da poter consegnare lei stessa le sue lettere. Taylor viene poi adottata dalla famiglia Evergarden, mentre Violet e Benedict continuano il loro lavoro.

## Produzione
Haruka Fujita è stata rivelata per dirigere un film secondario che avrebbe raccontato "un'altra storia" di Violet Evergarden alla Kyoto Animation nell'aprile 2019, dopo aver precedentemente ricoperto il ruolo di regista della serie televisiva anime del 2018 Violet Evergarden. Il film ha adattato il secondo capitolo della light novel Violet Evergarden Gaiden di Kana Akatsuki. Originariamente doveva essere un video animato originale di due episodi della durata di 20 minuti, ma lo staff ha investito eccessivamente nel mondo che doveva essere esplorato nella trama, quindi è stato espanso in un lungometraggio. Fujita propose di girare con un rapporto dello schermo di 2,31:1 invece di 16:9 che era stato precedentemente utilizzato per la serie anime Violet Evergarden. Lo staff ha fatto scouting in Germania, con Fujita che ha spiegato che il paese era un "mondo diverso; gli animali sono diversi, le porte sono più grandi di quanto si possa immaginare, i soffitti sono alti e le pareti sono spesse" rispetto alle parti moderne del Giappone.
Il film è stato completato il 17 luglio 2019, un giorno prima dell'incendio doloso in uno degli edifici dello studio. Alla luce del massacro, Fujita ha chiesto di accreditare tutti i membri dello staff che hanno partecipato alla produzione del film, nonostante il mandato dello studio di accreditare solo le persone con più di un anno di esperienza nei loro lavori precedenti. Lo staff del film è stato rivelato nell'agosto 2019, inclusi gli sceneggiatori Takaaki Suzuki e Tatsuhiko Urahata, la character designer Akiko Takase e il direttore della fotografia Kōhei Funamoto. Nello stesso mese, è stato rivelato che il cast di Violet Evergarden avrebbe ripreso i loro ruoli nel film, con Minako Kotobuki e Aoi Yūki che si sono unite a loro per doppiare rispettivamente i nuovi personaggi, Isabella York e Taylor Bartlett.

## Colonna sonora
Evan Call ha composto la musica per Violet Evergarden: Eternity and the Auto Memory Doll, mentre Minori Chihara ha eseguito la sigla finale del film intitolata "Amy" (エイミー). Il singolo è stato pubblicato in Giappone il 4 settembre 2019. La colonna sonora originale del film è inclusa nell'album della colonna sonora di Call intitolato ''Violet Evergarden: Echo Through Eternity'', uscito in Giappone il 21 ottobre 2020.
1. Violet and Isabella – 3:01
2. A New Era Begins – 1:51
3. No Matter How Far – 2:28
4. A Bond Between Sisters – 3:44
5. Debutante Waltz – 2:00
6. Debutante Waltz for Piano – 1:44

Durata totale: 14:48

## Marketing
Una key visual di Violet Evergarden: Eternity and the Auto Memory Doll è stata pubblicata nel luglio 2019. La doppiatrice di Violet Evergarden Yui Ishikawa, i cantanti True e Aira Yūki e il produttore Shigeru Saitō hanno partecipato alla prima mondiale del film in Germania nell'agosto 2019 per promuoverne l'uscita. Nello stesso mese, è stato pubblicato un trailer per il film. Una serie di auguri sul palco per l'uscita del film in Giappone è iniziata nel settembre 2019, a partire dal teatro Piccadilly di Shinjuku. Quattro libretti di racconti scritti da Akatsuki sono stati dati agli spettatori che hanno visto il film in Giappone: Anne Magnolia and Her Nineteenth Birthday (アン・マグノリアと十九歳の誕生日?), Leon Stephanotis and the First Star (リオン・ステファノティスと一番星?), Charlotte Abelfreyja Drossel and the Forest Kingdom (シャルロッテ・エーベルフレイヤ・フリューゲルと森の王国?), e Isabella York and the Rain of Flowers (イザベラ・ヨークと花の雨?).

## Distribuzione

### Teatrale
Violet Evergarden: Eternity and the Auto Memory Doll ha avuto la sua prima mondiale alla convention AnimagiC in Germania il 3 agosto 2019. Gli organizzatori hanno rivelato che la decisione di continuare l'uscita del film dopo l'incendio doloso alla Kyoto Animation è stata "su espressa richiesta dello studio". Il film è uscito in Giappone il 6 settembre 2019 ed è stato proiettato per tre settimane rispetto alle due settimane originali, ma è stato invece esteso oltre le quattro settimane. Il film è stato proiettato in Cina il 10 gennaio 2020, diventando così il primo film della Kyoto Animation ad essere distribuito nel paese. Il film è stato distribuito negli Stati Uniti da Funimation il 17 febbraio 2020 e nel Regno Unito da Anime Limited il 1º marzo.

### Home video
Violet Evergarden: Eternity and the Auto Memory Doll è stato pubblicato in Blu-ray e DVD in Giappone il 18 marzo 2020. Include il quinto libretto di racconti scritto da Akatsuki intitolato Amy Bartlett and the Spring Sunshine Filtered Through Leaves (エイミー・バートレットと春の木漏れ日). Netflix ha iniziato a trasmettere in streaming il film il 2 aprile 2020, mentre Funimation lo ha distribuito in Blu-ray, DVD e digitale negli Stati Uniti il 1º dicembre. Anime Limited ha distribuito l'edizione da collezione Blu-ray per il film nel Regno Unito e in Irlanda il 9 agosto 2021, e l'edizione standard il 12 dicembre 2022.

## Accoglienza

### Box office
Violet Evergarden: Eternity and the Auto Memory Doll hanno incassato 7,6 milioni di dollari in Giappone e 7,4 milioni di dollari in altri territori, per un totale mondiale di 14,98 milioni di dollari.
Il film si è classificato sesto nel suo weekend di apertura in Giappone, piazzandosi dietro One Piece Stampede - Il film (2019). Ha guadagnato $ 927.500 nel suo secondo fine settimana, scendendo all'ottavo $ 519.000 nel suo terzo fine settimana. Al di fuori del Giappone, il film ha guadagnato 3,6 milioni di dollari e si è classificato terzo nel suo weekend di apertura in Cina.

### Critica
Il sito aggregatore di recensioni Rotten Tomatoes ha riportato un indice di gradimento dell'80%, con un punteggio medio di 8/10, basato su 5 recensioni. La società giapponese di biglietteria ed editoria Pia e la società di recensioni e sondaggi Filmarks hanno collocato Violet Evergarden: Eternity e Auto Memory Doll al primo posto nei loro primi sondaggi di soddisfazione.
Daryl Harding di Crunchyroll ha elogiato il film per l'animazione, la regia e la musica, ritenendo che la sua durata di 90 minuti non sia stata allungata. Ha elogiato la crescita dei personaggi tra il cast esistente e quelli nuovi che potrebbero non apparire nelle puntate future. Kim Morrisy di Anime News Network ha classificato il film come "B+", ritenendo che il "tema del tesoro delle esperienze effimere sia potente" e lodando i suoi "grandi valori di produzione e direzione". Tuttavia, ha ritenuto che le due storie incentrate prima su Isabella York e poi su Taylor Bartlett fossero "rappresentative dei punti di forza e dei difetti della serie" a causa del fatto di essere "sconnesse" e di avere una "transizione debole" tra di loro.

## Sequel
Nel marzo 2018, un progetto basato sulla serie di light novel è stato segnalato come "in corso". Il progetto è stato rivelato nel luglio 2018 come un film anime. Prodotto da Kyoto Animation, Violet Evergarden: Il film è diretto da Taichi Ishidate da una sceneggiatura scritta da Reiko Yoshida. Il film è uscito in Giappone il 18 settembre 2020, dopo due ritardi dovuti all'attacco incendiario e alla pandemia di COVID-19.